# 柘荣袁天禄墓
柘荣袁天禄墓，是位于中国福建省宁德市柘荣县城郊乡湄洋村的一个明代古墓葬，2003年4月入选第六批柘荣县文物保护单位。
该墓葬为柘荣籍明朝开国功臣袁天禄的墓葬之一，始建于明朝洪武十二年（1379年），清朝道光三年（1823年）、1967年两次重修。墓建筑为石构，坐北向南，平面呈凤字形，进深11.8米，面阔6.2米，有墓坪、祭台、墓碑、龟背形墓丘和后护墙等结构。墓碑为方首，高80厘米、宽46厘米，碑额刻楷书“汝南堂”，碑身阴刻竖行楷书“明显祖东山袁公之墓”。距该墓百米处有袁天禄父母墓，现为附属文物。